# Päronsläktet
Päronsläktet (Pyrus) är ett släkte rosväxter som återfinns i Europa, Asien och Nordafrika. Det finns cirka 20-25 lövfällande arter, vilka är träd. Päronsläktet är släkt med rönnsläktet (Sorbus).
I Sverige förekommer det vanliga päronet (P. communis). Även silverpäron (P. salicifolius) odlas som prydnadsväxt.